# Star Wars Combine
Star Wars Combine es un videojuego multijugador masivo en línea en tiempo real, que se juega mediante un navegador web, ambientado en el universo de Star Wars. Combine no está licenciado por Lucas Arts.
En sus 14 años de existencia, a día de hoy, Star Wars Combine (SWC) tiene muchas características que lo hace muy peculiar en comparación con otros juegos en línea. La interfaz gráfica está hecha para facilitar los encuentros en foros y canales IRC.

## Características
Es común que después de haber creado un personaje, uno se sienta solo, ya que es un universo muy grande. Muchas veces se necesita ayuda de otras personas hasta para salir del propio planeta en el que se "nace". Entrar en una 'Facción' ("guilds" en otros juegos o "hermandades" en el World Of Warcraft, por ejemplo) es una de las primeras cosas que se deberían hacer al haberse creado un personaje, ya que es necesario para entender y poder utilizar cada aspecto que el juego ofrece.
Mientras se está viajando en Hyper-espacio (Esto puede tardar horas, días o incluso semanas, dependiendo de la distancia y el nivel de tecnología de la nave) los jugadores pueden interactuar en foros o salas de chat (como IRC), planear la siguiente operación, rolear con su personaje, comercializar en el mercado o en el mercado negro, organizar eventos o tomar parte en la vida de la facción a la cual se pertenece.
Como Josh Augustine dijo en uno de sus artículos: "El aumento de la libre creatividad espontánea se está haciendo cada vez más fuerte, incluso achicando las maquinaciones de EVE Online."
Sin embargo, este juego no es para todas las personas: la paciencia es esencial. Cada acción toma tiempo, y la creación del personaje es un poco más serio que en otros juegos, porque esos personajes van a vivir por años literalmente. Hay muchos veteranos que han estado jugando por al menos 9 años.
El por qué de que se tarde tanto en hacer cada cosa es porque hay jugadores de todo el mundo, cubriendo todos los husos horarios. Con este sistema, tienen el tiempo necesario para responder a los eventos que están pasando alrededor de ellos mientras estuvieron desconectados.
Ser asesinado siempre es posible, y la muerte es permanente. No se puede revivir, sino que se deberá esperar 3 semanas para posteriormente crear un personaje nuevo, con un nuevo trasfondo y una nueva historia, totalmente diferente del anterior (si así se desea).